# フェッダン
フェッダン (アラビア語: فدّان)とは、エジプト、南スーダン、スーダン、シリア、オマーンで使用される面積の単位である。
1フェッダン（feddan）= 60メートル×70メートル = 0.42ヘクタール = 1.038エーカー。
また、1フェッダンは、24キラート（アラビア語: قيراط）に分割できる。
牛のくびきに由来する語で、一定時間で牛が耕せる範囲から来ている。